# Ильинское (Раменский район)
Ильи́нское — село в Раменском муниципальном районе Московской области. Входит в состав сельского поселения Константиновское. Население — 72 чел. (2010).

## Название
Название дано по церкви Ильи Пророка, разрушенной в середине XX века.

## География
Село Ильинское расположено в западной части Раменского района, примерно в 15 км к юго-западу от города Раменское. Высота над уровнем моря 141 м. В 1,5 км к северо-востоку от села протекает река Велинка. В селе имеется улица Грачи; приписано СНТ Ильинское-2012. Ближайший населённый пункт — посёлок Денежниково.

## История
В 1926 году село являлось центром Ильинского сельсовета Салтыковской волости Бронницкого уезда Московской губернии.
С 1929 года — населённый пункт в составе Бронницкого района Коломенского округа Московской области. 3 июня 1959 года Бронницкий район был упразднён, село передано в Люберецкий район. С 1960 года в составе Раменского района.
До муниципальной реформы 2006 года село входило в состав Константиновского сельского округа Раменского района.

## Известные уроженцы
- Тарасевич, Александр Николаевич — советский спортсмен, мастер спорта СССР по атлетизму, силовому троеборью[10].

## Население
| 1926 | 2002 | 2010 |
| ---- | ---- | ---- |
| 287  | ↘45  | ↗72  |

В 1926 году в селе проживало 287 человек (124 мужчины, 163 женщины), насчитывалось 73 хозяйства, из которых 71 было крестьянское. По переписи 2002 года — 45 человек (17 мужчин, 28 женщин).